# Рудники (Біжбуляцький район)
Рудники́ (рос. Рудники, башк. Рудники) — присілок у складі Біжбуляцького району Башкортостану, Росія. Входить до складу Калінінської сільської ради.
Населення — 3 особи (2010; 6 в 2002).
Національний склад:
- українці — 100 %